# Лё Мэр, Брюно
Брюно́ Лё Мэр (фр. Bruno Le Maire, род. 15 апреля 1969 года, Нёйи-сюр-Сен, О-де-Сен, Франция) — французский государственный и политический деятель, дипломат. Министр экономики и финансов Франции с 2017 по 2024 год.

## Образование
В 1989 году поступил в Высшую нормальную школу в Париже, где изучал французскую литературу. Впоследствии окончил Институт политических исследований в Париже и Национальную школу администрации.

## Карьера
После окончания Национальной школы администрации, поступил на службу в Министерство иностранных дел Франции. Работал в Дирекции по стратегическим вопросам, безопасности и разоружению.
С 2002 года по 2004 год — советник министра иностранных дел Франции.
С 2004 года по 2005 год — советник министра внутренних дел Франции.
С 2005 года по 2006 год — советник премьер-министра Франции.
С 2006 года по 2007 год — директор Кабинета премьер-министра Франции.
На национальных выборах 17 июня 2007 года избран, а на выборах 2012 года переизбран депутатом Национального собрания Франции от департамента Эр.
С 20 июня 2007 года по 13 января 2009 года и с 20 июня 2016 года — депутат.
С 2008 года по 2014 год — член муниципального совета Эврё, политический советник «Союза за народное движение».
С 13 декабря 2008 года по 23 июня 2009 года — государственный секретарь Франции по европейским делам
С 23 июня 2009 года по 10 мая 2012 года — министр по делам сельского хозяйства, продовольствия, рыболовства и территориального планирования
17 мая 2017 года назначен на должность министра экономики в правительстве Эдуара Филиппа, в тот же день исключён из партии «Республиканцы».
На парламентские выборы в июне 2017 года пошёл в качестве кандидата от президентской партии «Вперёд, Республика!».
6 июля 2020 года при формировании правительства Кастекса сохранил свою должность как министра экономики, финансов и перезапуска.
20 мая 2022 года получил в правительстве Элизабет Борн портфель министра экономики, финансов, промышленного и цифрового суверенитета.
11 января 2024 года сохранил должность при формировании правительства Атталя.
21 сентября 2024 года было сформировано правительство Барнье, в котором Лё Мэр не получил никакого назначения, а его преемником стал Антуан Арман.

## Политические взгляды
Выступает за создание в Брюсселе генерального штаба будущих вооружённых сил Европейского союза.
Неоднократно призывал Европейский союз остановить своё расширение и сосредоточиться на укреплении европейских институтов после принятия в организацию стран Западных Балкан.